# Megachile lanata
Megachile lanata är en biart som först beskrevs av Fabricius 1775.  Megachile lanata ingår i släktet tapetserarbin, och familjen buksamlarbin. Inga underarter finns listade i Catalogue of Life.

## Beskrivning
Arten är ett långtungat bi med svart grundfärg. Honan har klargul till brunorange päls på huvud och mellankropp samt lätt rökfärgade vingar med svartbruna ribbor. Tergiterna, segmenten på bakkroppens ovansida, har täta, ljusa hårband längs bakkanten. I övrigt är de två första tergiterna tätt behårade med brunorange hår, tergit 3 och 4 med bleka hår och tergit 5 till 6 med korta, svarta hår. På buken finns ett område med blekgula hår avsett för polleninsamling. Längden är omkring 16 mm.
Hanen har blekgul till brungul päls på huvudet och mellankroppen samt halvgenomskinliga vingar med bruna till svartbruna ribbor. Tergiterna 1 till 3 har brungul päls, tät på de två första segmenten, tunnare på det tredje. Tergit 4 till 6 har svart päls. Längden är omkring 13 mm.

## Ekologi
Megachile lanata är ett solitärt bi som förfärdigar larvbon av bladskivor som honan skär ut med sina käkar. 
Arten besöker främst ärtväxter som sunnhampa (Crotalaria juncea), Crotalaria retusa och Parkinsonia-släktet och verbenaväxter som Stachytarpheta urticifolia.

## Utbredning
I Nya världen omfattar utbredningsområdet de västindiska öarna Barbados, Grenada, Guadeloupe, Hispaniola, Jamaica, Montserrat, Puerto Rico, St. Vincent och Trinidad samt Kuba och delstaten Florida i USA. Arten är emellertid införd där i samband med slavhandeln; det ursprungliga utbredningsområdet omfattar nordöstra Afrika, Mauritius, Indiska subkontinenten och Sydostasien.